# Lufthansa CityLine
Lufthansa CityLine ist eine deutsche Fluggesellschaft mit Sitz in München und Basis auf dem Flughafen München. Sie ist eine Konzerngesellschaft der Lufthansa Group und führt im Auftrag der Lufthansa Zubringerflüge unter dem Markenauftritt der Lufthansa durch.
Von November 2015 bis März 2020 führte Lufthansa CityLine zudem Langstreckenflüge für Lufthansa durch. Hierzu wurden Airbus-Flugzeuge vom Typ Airbus A340-300 übernommen, die auf 300 Sitze umgerüstet und in eine Star-Alliance-Bemalung ohne Lufthansa-Schriftzug umlackiert wurden. Aufgrund der Covid-19-Pandemie wurde die Langstreckenoperation vorzeitig eingestellt. Die verwendeten Flugzeuge wurden an die Lufthansa zurückgegeben.
Die Fluggesellschaft soll innerhalb der nächsten Jahre geschlossen und durch die untarifierte Lufthansa City Airlines, die ebenfalls Zubringerflüge für Lufthansa durchführt, ersetzt werden.

## Geschichte

### Gründung bis 1970er Jahre
Im Jahr 1958 gründeten Jan Jakobs Janssen und Martin Dekker den Seebäder-Flugdienst Ostfriesische Lufttaxi – Dekker und Janssen OHG.

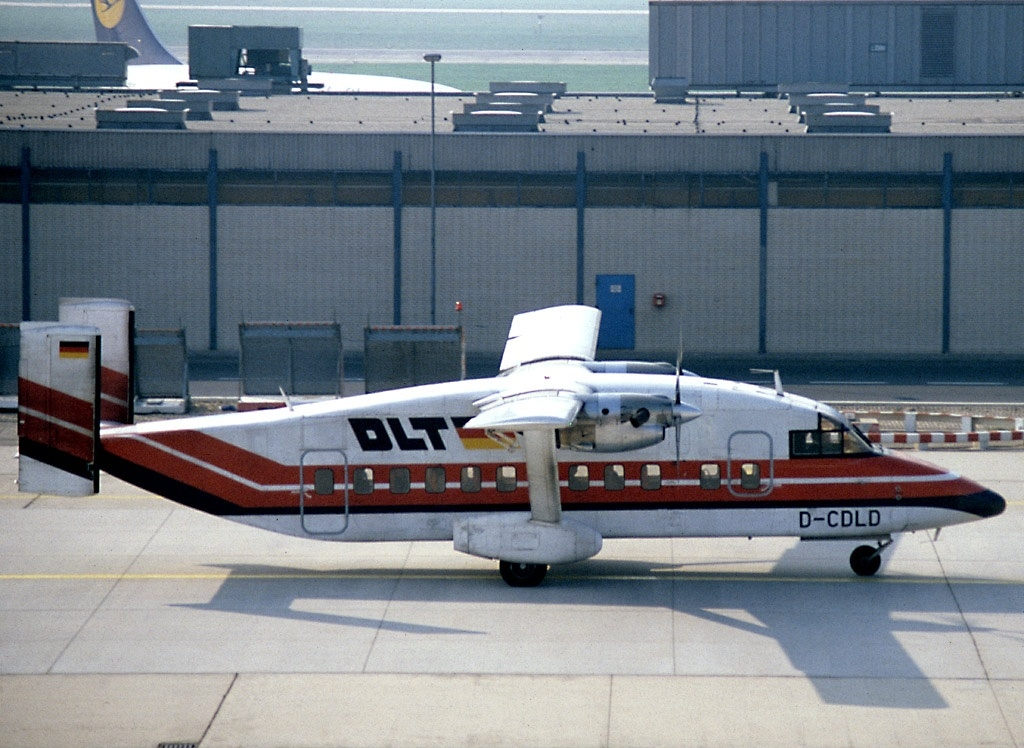
Short 330 der DLT im Jahr 1984

Im Jahr 1970 wurde der Seebäder-Flugdienst in die Ostfriesische Lufttaxi GmbH (OLT) umfirmiert. Gesellschafter waren die Aktiengesellschaft für Industrie und Verkehrswesen (AGIV) in Frankfurt am Main sowie die Reederei Fisser & van Doornum. Die AGIV übernahm 1973 die Anteile von Fisser & van Doornum und wurde damit Alleingesellschafter der OLT. Erstmals betrieb OLT ein eigenes Flugzeug, eine zwanzigsitzige de Havilland Canada DHC-6. Im Jahr 1974 wurde der Seebäder- vom Regionalflugverkehr getrennt und die Ostfriesische Lufttaxi GmbH in die Deutsche Luftverkehrsgesellschaft mbH (DLT) für den Regionalflug überführt. Die OLT Express wurde neu gegründet. Damit ist Lufthansa CityLine die direkte Nachfolgegesellschaft der 1958 gegründeten OLT.
Im Jahr 1977 wurde erstmals eine 30-sitzige Short 330 eingesetzt. Ein Jahr später wurden die ersten Auslandsverbindungen der DLT eröffnet: Bremen–Kopenhagen und Hannover–Amsterdam. Beide Strecken wurden im Auftrag der Lufthansa betrieben. Im selben Jahr vereinbarte diese, mit der AGIV, 26 Prozent des Gesellschaftskapitals der DLT zu erwerben, welches noch 6 Millionen Deutsche Mark betrug. Im Jahr 1979 wurde das innerdeutsche Streckennetz der DLT in Zusammenarbeit mit der Deutschen Lufthansa AG erweitert.

### 1980er Jahre

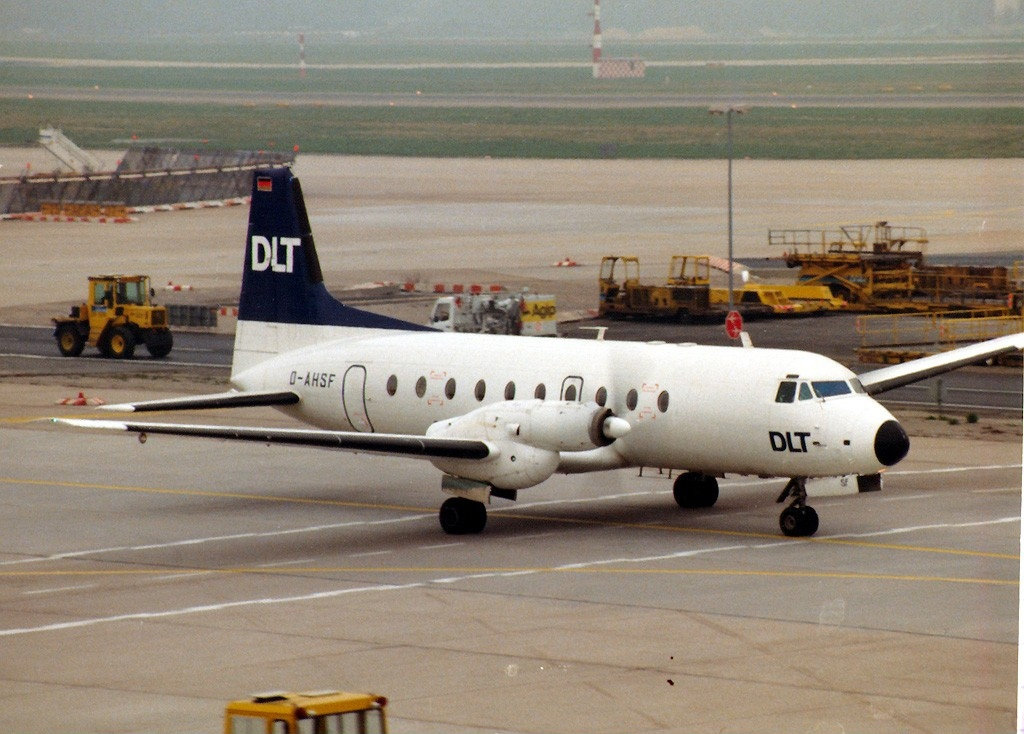
Hawker Siddeley HS-748 der DLT im Jahr 1988

Im Jahr 1980 erhöhten beide Gesellschafter das Firmenkapital der DLT auf 16 Millionen Deutsche Mark. Im darauffolgenden Jahr flog die erste von später sechs Maschinen des 44-sitzigen Typs Hawker Siddeley HS-748 auf den Strecken der DLT. 1984 wurden die meisten der DLT-Flüge unter LH-Flugnummern im Auftrag der Lufthansa durchgeführt. Im selben Jahr erfolgte die Ausmusterung der letzten der ehemals sechs Short 330.
Das Firmenkapital wurde 1985 auf 40 Millionen Deutsche Mark erhöht (AGIV hielt 60 Prozent, die Deutsche Lufthansa AG 40 Prozent). Im Jahr 1986 stieß die erste Embraer EMB 120 mit 28 Sitzen zur DLT-Flotte. 1987 war die DLT die erste Fluggesellschaft in Europa, die Fokker 50 in ihrer Flotte betrieb. Im selben Jahr gründet die DLT für Triebwerksinstandhaltung die Tochtergesellschaft A.E.R.O. Services GmbH mit Sitz in Alzey. 1988 wurden erstmals sämtliche Flüge der DLT im Auftrag der Lufthansa unter LH-Flugnummern durchgeführt. 1989 erhöhte Lufthansa ihren Kapitalanteil um 52 Prozent auf 50 Millionen Deutsche Mark und wurde so Mehrheitsgesellschafterin der DLT.

### 1990er Jahre

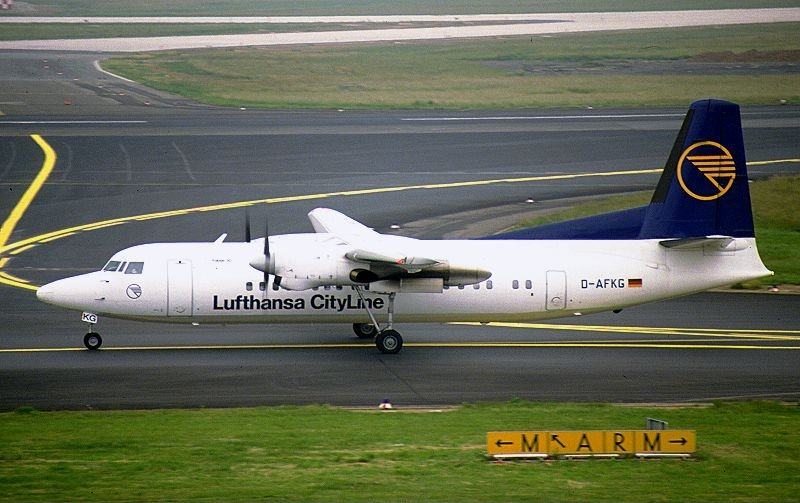
Fokker 50 der Lufthansa CityLine in den frühen 1990ern

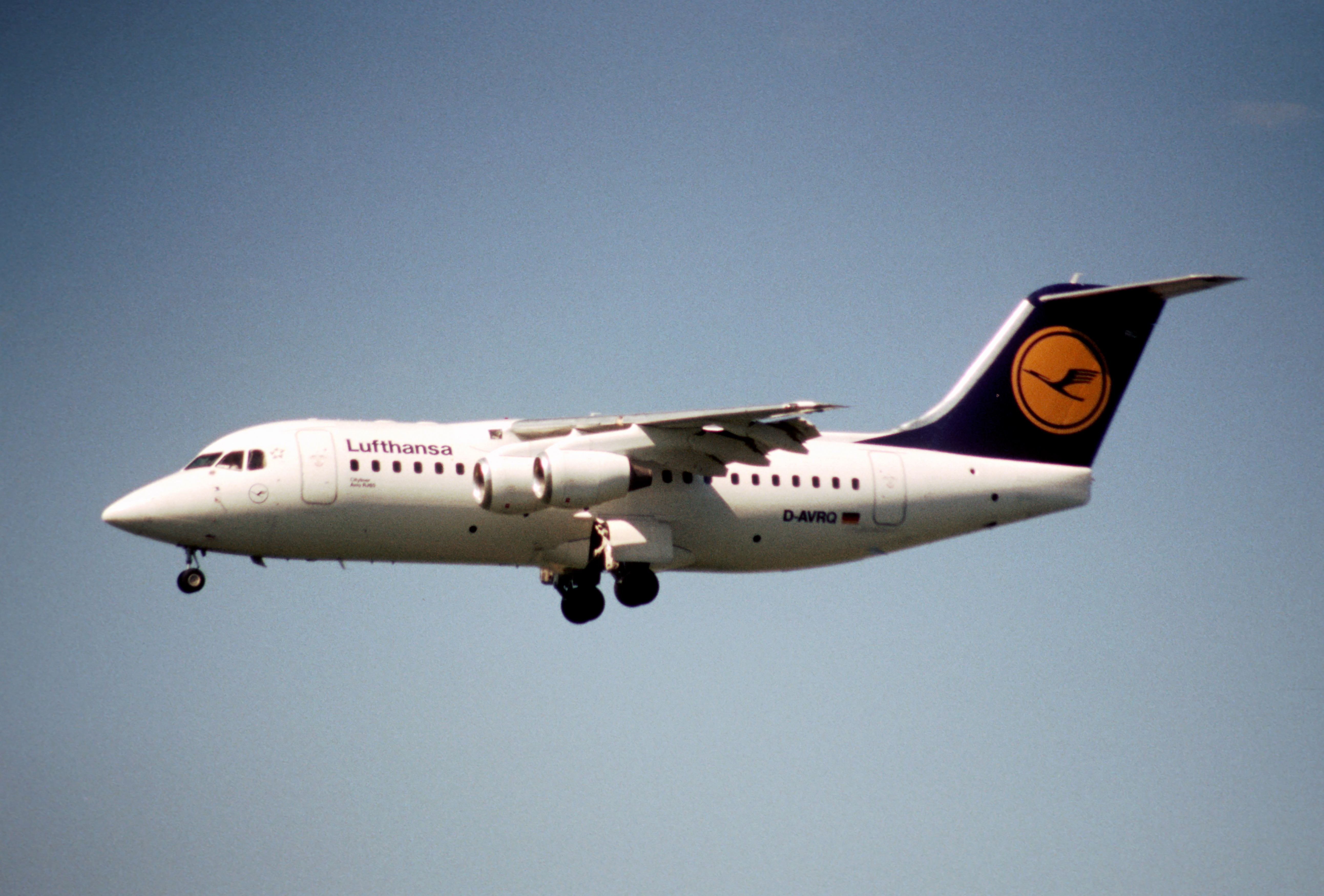
Avro RJ85 der Lufthansa CityLine im Jahr 2000

Seit 1990 wurde die DLT auf Grund eines Kooperationsabkommens mit Lufthansa als selbständiges Unternehmen mit eigener Ergebnisverantwortung und Planungshoheit geführt. Innerhalb des Lufthansa-Konzerns wurde die DLT für die Organisation der regionalen Nebenstreckenflüge und Zubringerflüge von kleineren Flughäfen zuständig. Zu diesem Zweck beauftragte die DLT teilweise auch regionale Fluggesellschaften, z. B. Nürnberger Flugdienst, Contact Air und Cimber Air. Als weltweit erste Fluggesellschaft bestellte DLT den fünfzigsitzigen Regionaljet Canadair CRJ100. Die jährliche Beförderungsleistung bezogen auf Passagiere überschritt erstmals die Millionengrenze.
1992 wurde die DLT in Lufthansa CityLine GmbH umbenannt. In Köln wurde ein eigener Hangar zur Instandhaltung der CRJ100 eröffnet. Im selben Jahr wurde zum Betrieb der CRJ-Simulatoren die CityLine Simulator und Training GmbH mit Sitz in Berlin als Tochtergesellschaft gegründet. Im März 1992 wurde das Logo der Lufthansa zum gemeinsamen Logo der Lufthansa und der Lufthansa CityLine. Das Streckennetz der Lufthansa CityLine wurde ausgebaut auf 200 Flüge täglich zu rund 50 Wirtschaftsmetropolen in 15 europäischen Ländern. Im selben Monat wurde die Bombardier CRJ100 erstmals im kommerziellen Streckendienst eingesetzt.
Lufthansa CityLine wurde 1993 hundertprozentige Tochtergesellschaft der Deutschen Lufthansa AG. Ende des Jahres umfasste die CRJ-Flotte 13 Maschinen. Seit diesem Zeitpunkt werden die Planungs- und Marketingaufgaben von Lufthansa wahrgenommen. Ab 1994 flog Lufthansa CityLine unter der Marke der Muttergesellschaft einschließlich Flugzeugbemalung, Schriftzug und Logo. Als neuer Flugzeugtyp stieß im Oktober des Jahres der Regionaljet Avro RJ85 mit drei Flugzeugen zur Flotte der Lufthansa CityLine. Die Bombardier-CRJ-Flotte vergrößerte sich um zwei weitere auf insgesamt 15 Maschinen. Bis 1995 waren zusätzliche CRJ100 und RJ85 vorgesehen.
Im Jahr 1995 beschloss der Aufsichtsrat der Deutschen Lufthansa AG, sämtliche Fokker 50 bis 1997 an die Stuttgarter Contact Air zu veräußern, so dass Lufthansa CityLine ausschließlich Düsenflugzeuge betreiben sollte. 1996 wurden ein Simulator für Avro RJ85 und ein Simulator für die CRJ-Flotte im Simulatorenzentrum am Flughafen Berlin-Schönefeld installiert. Das Simulatorenzentrum wurde auch von anderen Fluggesellschaften für das Pilotentraining benutzt.
Im Jahr 1997 war Lufthansa CityLine Europas erste Regionalfluggesellschaft mit ausschließlich strahlgetriebenen Flugzeugen (31 Bombardier CRJ100 und 18 Avro RJ85). Zum 40. Jahrestag am 28. Oktober 1998 erwarb Lufthansa CityLine ihr 50. Strahlflugzeug. Im selben Jahr erfolgte der Umzug der Verwaltung in das neue Gebäude am Flughafen Köln/Bonn, so dass alle Unternehmensbereiche dort zentralisiert wurden.

### 2000er Jahre

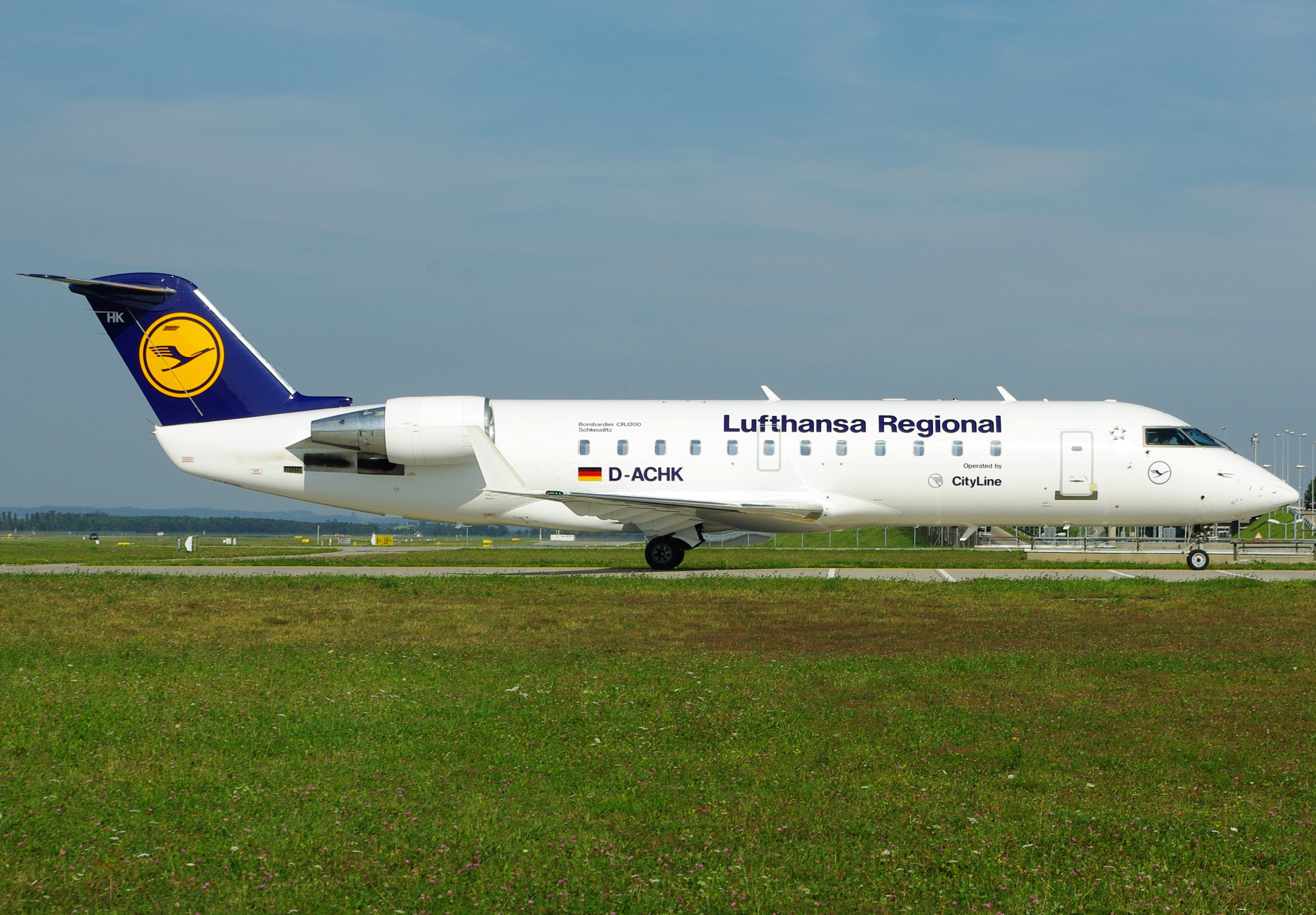
Bombardier CRJ200 der Lufthansa CityLine im Jahr 2009

Am 14. März 2000 wurden Bombardier CRJ200 gekauft und ab dem 1. Juli 2001 der erste siebzigsitzige CRJ700 im Liniendienst eingesetzt. Seit 2003 wurden die Flüge als „Lufthansa Regional“ vermarktet. Am 17. Juni 2009 feierte Lufthansa CityLine ihr fünfzigjähriges Bestehen. Im Herbst 2009 kamen die ersten Strahlflugzeuge von Embraer zur Flotte, die bis dahin größten bei der CityLine eingesetzten Maschinen, um älteres und kleineres Fluggerät abzulösen. Aufgrund tarifrechtlicher Bedingungen wurden diese Flugzeuge zunächst in einer anderen Bemalung (Schriftzug „CityLine“) geflogen. Zwischenzeitlich erhielten erste Maschinen die Standardbemalung mit großem Schriftzug „Lufthansa Regional“ und Lufthansa-Logo auf dem Leitwerk sowie dem Zusatz „operated by Lufthansa CityLine“.

### 2010er Jahre
Am 27. August 2012 musterte die Lufthansa CityLine ihre letzte Avro RJ85 aus, nachdem sie diesen Typ 18 Jahre lang betrieben hatte. Bis Anfang Oktober 2014 war die Verwaltung von Köln nach München umgezogen.
Im Oktober 2014 gab man bekannt, bis Ende 2015 alle Bombardier CRJ700 auszuflotten und zu verkaufen. Im Dezember 2014 entschied Lufthansa, unter dem Projekt JUMP bis zu acht Airbus A340-300 an Lufthansa CityLine zu übertragen um ab November 2015 Langstreckenflüge für die Muttergesellschaft anbieten zu können. Dazu wurden die Kabinen der A340-300 auf 298 Sitze umgerüstet und in eine Star-Alliance-Bemalung ohne Lufthansa-Schriftzug umlackiert.
Seit 2019 fliegt die Gesellschaft zusätzlich Mittelstreckenflugzeuge des Typs A319-100, welche von Lufthansa übernommen wurden.

### 2020er Jahre
Im Sommer 2020 gab Lufthansa CityLine die letzte A340-300 aus dem Projekt JUMP an Lufthansa zurück, nachdem der Langstreckenflugbetrieb bereits im März vorzeitig beendet worden war.
Seit März 2022 führt Lufthansa CityLine im Auftrag von Lufthansa Cargo Frachtflüge mit umgebauten Airbus A321 durch. Alle Flugzeuge wurden von Eurowings übernommen, wo sie aufgrund der Coronapandemie keine Verwendung mehr hatten. Die Frachtflüge werden zunächst von Frankfurt aus durchgeführt.
Im Juni 2024 wurde bekannt, dass der Flugbetrieb der Lufthansa CityLine innerhalb der nächsten Jahre nach und nach vollständig durch die untarifierte Lufthansa City Airlines ersetzt werden soll, um die bestehenden Tarifverträge loszuwerden. Lufthansa City Airlines wird dabei allerdings weiterhin auf die Bodenmitarbeitenden der Lufthansa CityLine (Administration, Technik, Verwaltung) angewiesen sein. Dieser Bereich soll in eine Verwaltungsgesellschaft ausgelagert werden.

## Umweltpolitik
Im Jahr 1999 hat Lufthansa CityLine als erste Fluggesellschaft weltweit ein strukturiertes und offiziell beurkundetes Umweltprogramm ins Leben gerufen. Das Umweltmanagement von Lufthansa CityLine wird nach der europäischen Umwelt-Audit-Verordnung EMAS zertifiziert. Zugleich wurde das Unternehmen für sein alle Unternehmensbereiche umfassendes Umweltmanagementsystem nach der internationalen Umwelt-Norm ISO 14001 rezertifiziert. Die Urkunden gelten für jeden einzelnen der drei Unternehmensstandorte Köln, München und Frankfurt.

## Flugziele
Lufthansa CityLine unternimmt hauptsächlich Zubringerflüge von europäischen Flughäfen zu den Drehkreuzen Frankfurt und München. Von September 2015 bis März 2020 wurden auch Langstreckenflüge von Frankfurt aus durchgeführt.

## Flotte

### Aktuelle Flotte

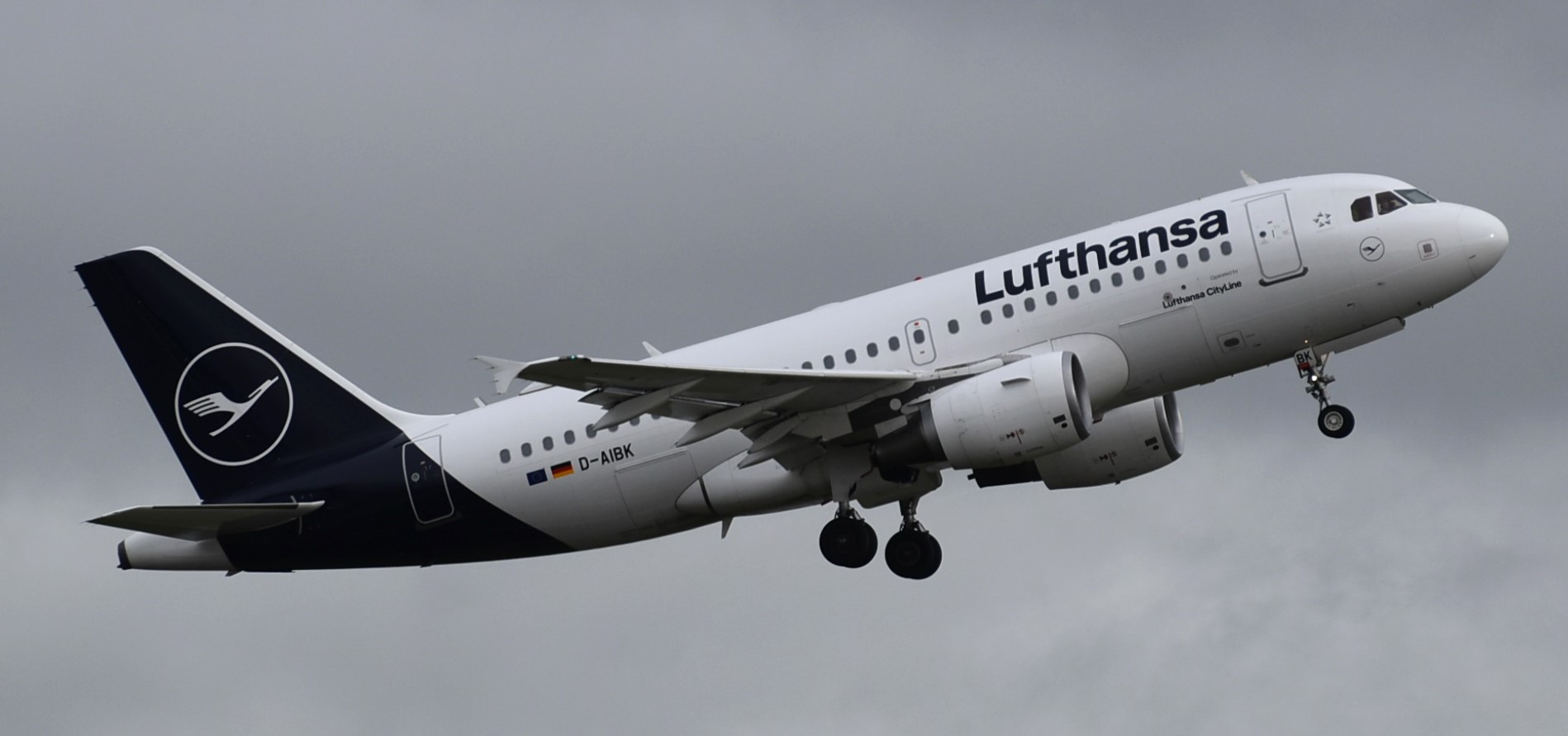
Airbus A319-100
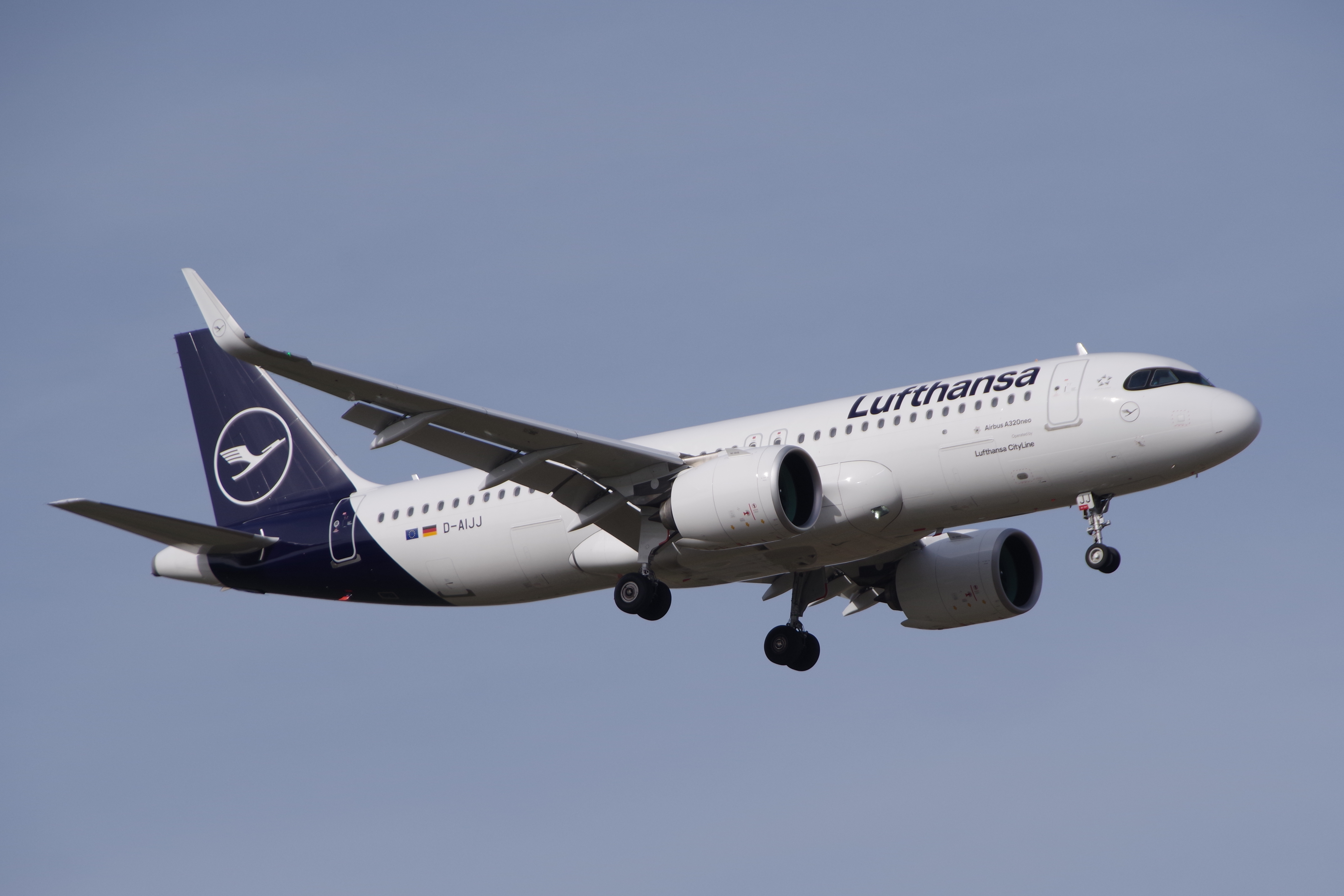
Airbus A320neo

Mit Stand Juli 2025 besteht die Flotte der Lufthansa CityLine aus 40 Flugzeugen mit einem Durchschnittsalter von 17,8 Jahren:
| Flugzeugtyp          | Anzahl | bestellt | Anmerkungen                                 | Sitzplätze (Eco) | Durchschnittsalter |
| -------------------- | ------ | -------- | ------------------------------------------- | ---------------- | ------------------ |
| Airbus A319-100      | 12     | 0        | eine inaktiv; betrieben für Lufthansa       | 138              | 024,2 Jahre        |
| Airbus A320neo       | 01     | 0        | inaktiv                                     | 180              | 02,7 Jahre         |
| Airbus A321P2F       | 04     | 0        | Umbaufrachter betrieben für Lufthansa Cargo | 28 Tonnen        | 016,5 Jahre        |
| Bombardier CRJ-900LR | 23     | 0        | drei inaktiv; betrieben für Lufthansa       | 84 90            | 015,3 Jahre        |
| Gesamt               | 40     | –        |                                             |                  | 017,8 Jahre        |

### Aktuelle Sonderbemalungen
| Flugzeugtyp     | Luftfahrzeugkennzeichen     | Bemalung        | Zeitraum                                                                                                 | Bild |
| --------------- | --------------------------- | --------------- | --- | ---- |
| Airbus A319-100 | D-AILP D-AILS D-AILT D-AILX | „Star Alliance“ | D-AILP: seit Januar 2020 D-AILS: seit Dezember 2019 D-AILT: seit Dezember 2019 D-AILX: seit Oktober 2023 |      |

### Ehemalige Flugzeugtypen
In der Vergangenheit betrieb Lufthansa CityLine unter anderem folgende Flugzeugtypen:
| Flugzeugtyp                 | Anzahl | von  | bis  | Anmerkungen                 |
| --------------------------- | ------ | ---- | ---- | --------------------------- |
| ATR 42-300                  | 07     | 1992 | 2002 | betrieben durch Cimber Air  |
| Airbus A340-300             | 07     | 2015 | 2020 |                             |
| Bombardier CRJ-100LR        | 18     | 1992 | 2010 |                             |
| Bombardier CRJ-200LR        | 28     | 1992 | 2010 |                             |
| Bombardier CRJ-701ER        | 20     | 2001 | 2015 |                             |
| British Aerospace Avro RJ85 | 18     | 1994 | 2012 |                             |
| De Havilland DHC-8-100      | 02     | 1992 | 1997 | betrieben durch Contact Air |
| De Havilland DHC-8-300      | 06     | 1992 | 1997 | betrieben durch Contact Air |
| Embraer ERJ-190LR           | 09     | 2009 | 2024 |                             |
| Embraer ERJ-195LR           | 24     | 2009 | 2022 |                             |
| Fokker 50                   | 35     | 1992 | 1997 |                             |

## Zwischenfälle

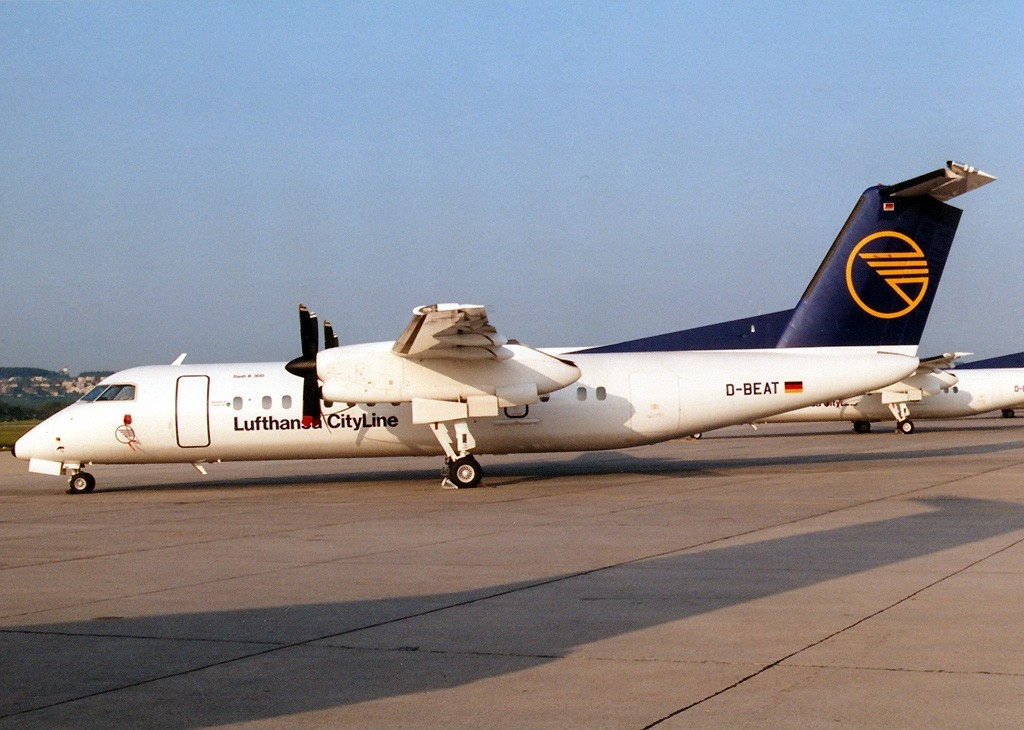
Die verunglückte DHC-8-300 im Mai 1992

Lufthansa CityLine verzeichnet in ihrer Geschichte einen Unfall mit Todesopfern:
Am 6. Januar 1993 verunglückte eine De Havilland DHC-8-311 der Stuttgarter Fluggesellschaft Contact Air (Luftfahrzeugkennzeichen D-BEAT). Die Maschine wurde für Lufthansa CityLine eingesetzt, welche wiederum diesen Linienflug von Bremen zum Flughafen Paris-Charles-de-Gaulle im Auftrag von Lufthansa durchführte. Während des Anflugs auf Paris war die bereits zur Landung freigegebene Bahn 27 (jetzt 27L) kurzfristig gesperrt worden, so dass die Piloten ein Swing-Over-Manöver durchführten, um auf die Bahn 28 (jetzt 26R) zu wechseln. Bei Dunkelheit, schlechter Sicht und tiefhängenden Wolken sowie aufgrund verschiedener Versäumnisse der Cockpitbesatzung misslang dieses Manöver und die Maschine hatte um 19:20 Uhr Ortszeit rund 1,8 Kilometer vor der Landebahn Bodenberührung. Dabei kamen 4 der 19 Insassen ums Leben, die vierköpfige Besatzung überlebte den Unfall (siehe auch Lufthansa-Flug 5634).